# Kirchplatz 2 (Korschenbroich)

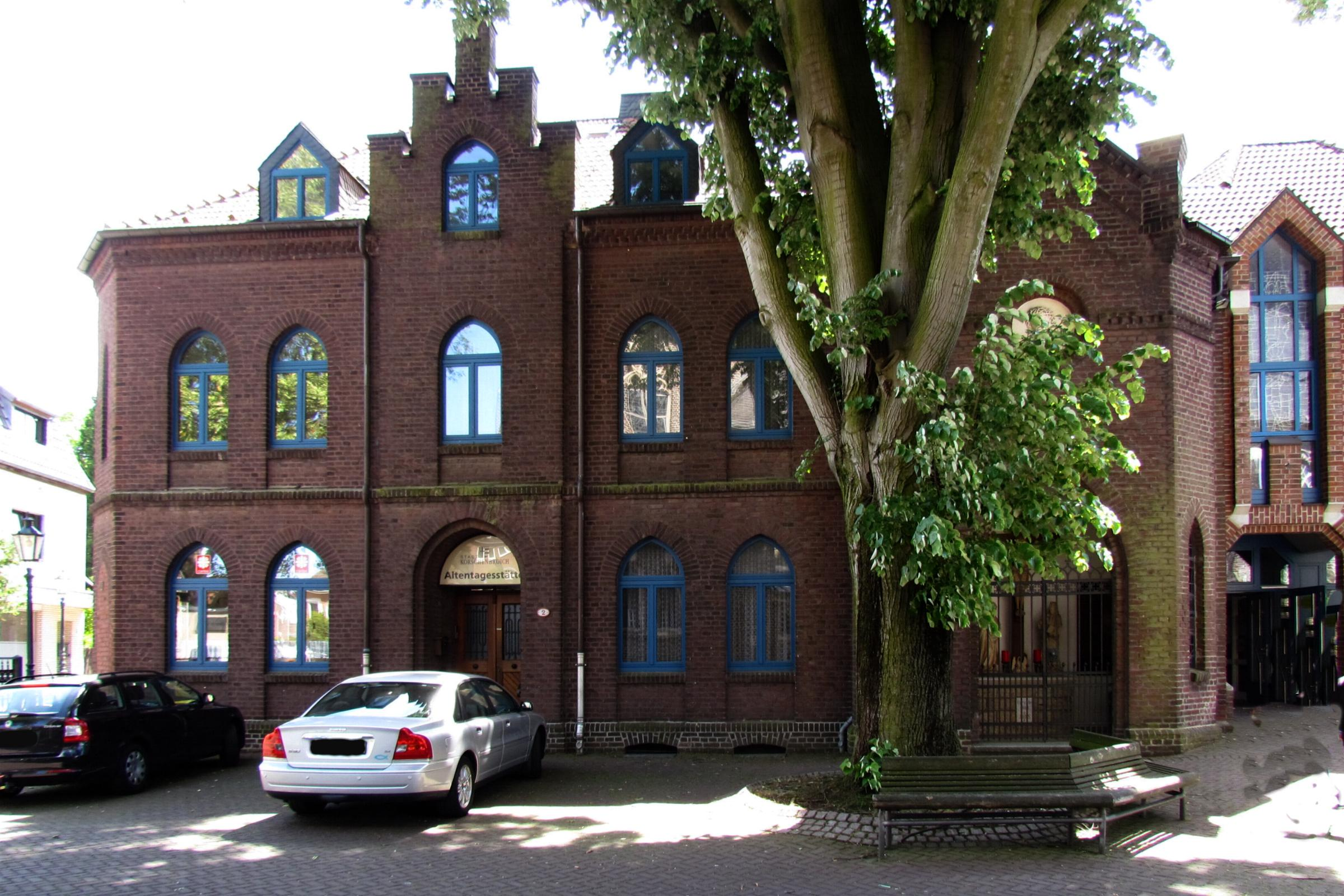
Ehemalige Küsterei

Die ehemalige Küsterei Kirchplatz 2 steht in Korschenbroich  im Rhein-Kreis Neuss in Nordrhein-Westfalen.
Das Gebäude wurde 1909 erbaut und unter Nr. 049 am 11. September 1985 in die Liste der Baudenkmäler in Korschenbroich eingetragen.

## Architektur
Das zweigeschossige Haus in fünf Achsen ist in der Mittelachse durch einen Treppengiebel betont. Es ist aus Backstein und hat ein Walmdach. Rechts angebaut eine neugotische Backsteinkapelle. Der Zugang erfolgt durch ein hohes Spitzbogentor mit Nische. Im Inneren befindet sich eine moderne Kreuzigungsgruppe.